# Wolf Roth
Wolf Roth (* 30. August 1944 in Torgau) ist ein deutscher Schauspieler.

## Leben
Wolf Roth wurde in Torgau geboren, als sich die Familie auf der Flucht befand. Seine Kinder- und Jugendjahre verbrachte er in Bremen. 1961 ging er als Austauschschüler in die Vereinigten Staaten, wo er seinen Highschoolabschluss in Detroit machte. Danach trampte er durch den Mittelwesten. Nach seiner Rückkehr machte er in Bremen sein Abitur und besuchte dann die Freie Universität Berlin, wo er Soziologie und Betriebswirtschaft studierte. Freunde nahmen ihn mit zur Aufnahmeprüfung an der Max-Reinhardt-Schule für Schauspiel, wo er von der Schauspielerin Hilde Körber entdeckt wurde. Noch während des Studiums wurde er von Boleslaw Barlog gesehen und für seine Aufführung des Stückes Quadratur des Kreises von Katajew engagiert. So gab er 1967 sein Theaterdebüt am Schillertheater Berlin. Noch 1967 wechselte er zum Theater Oberhausen. Während der Spielzeit 1968/1969 ging er nach Berlin zurück, um hier am Berliner Theater und an der Schaubühne am Halleschen Ufer (heute Schaubühne am Lehniner Platz) zu spielen. Während dieser Zeit wirkte Wolf Roth in Produktionen für das Fernsehen mit. Zunächst in mehreren Filmen von Wolfgang Petersen; später erreichte er Bekanntheit als Darsteller in zahlreichen deutschen Kriminal- und Fernsehserien, unter anderem in Der Kommissar, Derrick, Sonderdezernat K1, und Der Alte sowie in Das Erbe der Guldenburgs. Zudem hatte er Gastauftritte in US-amerikanischen Fernsehserien, so in Agentin mit Herz, Magnum, Quincy und Code Name: Eternity.
Roth ist mit Barbara May, ebenfalls Schauspielerin und Gründerin einer Schauspielschule, der filmacademy in Wien, verheiratet und hat einen Sohn, David Christopher Roth.

## Filmografie (Auswahl)
- 1970: Perrak
- 1971: Der verliebte Teufel (Fernsehfilm)
- 1971: Ich werde dich töten, Wolf
- 1971: Tatort: Blechschaden (Fernsehreihe)
- 1972: Tatort: Strandgut
- 1973: Tatort: Jagdrevier
- 1973: Der Kommissar: Das Komplott
- 1974: Einer von uns beiden
- 1974: Der kleine Doktor (Fernsehserie, Folge Besuch aus Paris)
- 1975: Tatort: Kurzschluß
- 1975: Der Kommissar: Der Tod des Apothekers
- 1977: Sonderdezernat K1: MP-9mm Frei Haus
- 1977: Peter Voss, der Millionendieb (Fernsehserie)
- 1977: Quincy (Quincy, M. E., Fernsehserie)
- 1978: Plutonium
- 1978–2003: Der Alte (Fernsehserie, 15 Folgen)
- 1979: Fleisch
- 1981: Sonderdezernat K1: Die Spur am Fluss
- 1981–1985: Goldene Zeiten – Bittere Zeiten (Fernsehserie)
- 1982: Feine Gesellschaft – beschränkte Haftung
- 1983–1998: Derrick (Fernsehserie, 13 Folgen)
- 1983: Ein Fall für Professor Chase (Manimal, Fernsehserie)
- 1984: Agentin mit Herz (Scarecrow and Mrs. King, Fernsehserie, eine Folge)
- 1985: Die roten Elefanten (Miniserie)
- 1986: In bester Gesellschaft (Symphonie, Fernsehserie)
- 1987: Das Erbe der Guldenburgs (Fernsehserie)
- 1988: Die Männer vom K3: Familienfehde
- 1990: Der Eindringling
- 1991–1994: Praxis Bülowbogen (Fernsehserie, 25 Folgen)
- 1991: Polizeiruf 110: Thanners neuer Job (Fernsehserie)
- 1994: Air Albatros (Fernsehserie)
- 1994: Großmutters Courage (Fernsehserie)
- 1996: Diebinnen
- 1996: Die Männer vom K3: Tomskys letzte Reise
- 1996: Ein Mord auf dem Konto
- 1997: Der Wald
- 1998: Siska – Folge 3: Tod einer Würfelspielerin
- 1999: Drei Schüsse ins Herz
- 2003: Ein himmlischer Freund (Fernsehfilm)
- 2004: Pfarrer Braun (Fernsehserie, Folge Der Fluch der Pröpstin)
- 2005: Goldene Zeiten
- 2007: Das Traumhotel – Dubai – Abu Dhabi (Fernsehserie)
- 2007: Notruf Hafenkante (Fernsehserie, Folge Luckys letzter Coup)
- 2008: Spiel mir das Lied und du bist tot!
- 2008: Das Geheimnis im Wald
- 2008: Mord in bester Gesellschaft: Die Nächte des Herrn Senator (Krimireihe, Folge 3)
- 2009: Protectors – Auf Leben und Tod
- 2009: Mord ist mein Geschäft, Liebling
- 2009: Alarm für Cobra 11 – Die Autobahnpolizei (Fernsehserie, Folge Der Panther)
- 2011: Rookie – Fast platt
- 2012: Russisch Roulette (Fernsehzweiteiler)
- 2014: Die Einsamkeit des Killers vor dem Schuss
- 2018: Holmes & Watson
- 2018: Phantastische Tierwesen: Grindelwalds Verbrechen (Fantastic Beasts: The Crimes of Grindelwald)

## Theater
- Quadratur des Kreises von Walentin Petrowitsch Katajew, Schillertheater, Werkstatt Berlin 1967.
- Halb auf dem Baum von Peter Ustinov, als Robert, Oberhausen, 1967/1968.
- Die Dreigroschenoper von Bertolt Brecht, als Filch, Oberhausen, 1967/1968, Regie: Günther Büch.
- Das Staatsexamen von Alexander Wampilow, als Koljossow, Oberhausen, 1967/1968.
- Die schöne Helena von Jacques Offenbach, als Paris, Oberhausen, 1967/1968, Regie: Günther Büch.
- Kaspar von Peter Handke (Welturaufführung), als Einsager, Oberhausen, 1968, Regie: Günther Büch.
- Die Räuber von Friedrich Schiller, als Franz Moor, Oberhausen, 1968, Regie: Günther Büch.
- Was ist an Tolen so sexy? von Ann Jellicoe, als Tolen, Oberhausen, 1968, Regie: Günther Büch.
- Einmal im Jahr (Theateradaption des Stückes Avanti, Avanti! von Samuel A. Taylor, verfilmt von Billy Wilder unter dem gleichen Namen), als Baldo Pantaleone, Berliner Theater, 1969, Regie: Victor de Kowa.

## Trivia
Wolf Roth erhielt in seiner Jugend eine Ausbildung als Pianist. Er gab mit 12 Jahren seinen ersten Mozart-Abend in Bremen, mit 14 sein erstes Beethoven-Konzert und mit 16 in den USA das „Warschauer-Konzert“ von Addinsell und die „Rhapsody in Blue“ von George Gershwin. In der Inszenierung der „Räuber“, einer Inszenierung in moderner Kleidung, spielte er den Flügel auf der Bühne live.